# Volmsjön, Ångermanland
Volmsjön är en sjö i Kramfors kommun i Ångermanland och ingår i Ångermanälven-Gådeåns kustområde. Sjön har en area på 0,169 kvadratkilometer och ligger 206,1 meter över havet.

## Delavrinningsområde
Volmsjön ingår i det delavrinningsområde (699192-158273) som SMHI kallar för Mynnar i Valasjön. Medelhöjden är 180 meter över havet och ytan är 9,83 kvadratkilometer. Det finns inga avrinningsområden uppströms utan avrinningsområdet är högsta punkten. Vattendraget som avvattnar avrinningsområdet har biflödesordning 2, vilket innebär att vattnet flödar genom totalt 2 vattendrag innan det når havet efter 17 kilometer. Avrinningsområdet består mestadels av skog (63 procent) och öppen mark (10 procent). Avrinningsområdet har 0,26 kvadratkilometer vattenytor vilket ger det en sjöprocent på 2,7 procent.